# Acta Ornithologica
Acta Ornithologica (viết tắt: Acta Ornithol.) là một tạp chí khoa học và công nghệ của Ba Lan, xuất bản số đầu tiên vào năm 1933 với tên Acta Ornithologica Musei Zoologici Polonici, đến năm 1955 thì đổi thành tên Acta Ornithologica bởi Bảo tàng và Viện Động vật học, Viện Hàn lâm Khoa học Ba Lan. Nội dung xuất bản chính của tạp chí là liên quan đến lĩnh vực Điểu học. Tạp chí xuất bản một năm 2 số, bằng tiếng Anh.

## Mã số xuất bản
- ISSN: 0001-6454 (bản in)
- eISSN: 1734-8471 (bản điện tử)
- GICID: 71.0000.1500.4170
- DOI: 10.3161
- Nhà xuất bản: Bảo tàng và Viện Động vật học, Viện Hàn lâm Khoa học Ba Lan.

## Chỉ số ảnh hưởng của Tạp chí
- Chỉ số IF (Journal Impact Factor) năm 2019: 1.951[3]
- Chỉ số sự ảnh hưởng của từng bài báo (Article Influence) năm 2019: 0.333[3]
- Chỉ số SJR (Scimago Journal Rank) năm 2019: 0.308[3]
- Chỉ số SNIP (Source Normalized Impact per Paper) năm 2019: 0.691[3]
- Chỉ số Scopus CiteScore năm 2019: 1.8[3]
- Chỉ số H Index năm 2019: 28[4]
- Danh mục tạp chí SCIE năm 2019: Nhóm Q3[4]
- Acta Ornithologica được lập chỉ mục trích dẫn trong các cơ sở dữ liệu khoa học: ICI Journals Master List/ICI World of Journals, Scopus, Worldcat, BIOSIS Preview/BIOSIS, ISI Web of Science (WoS), Zoological Record, AGRO, Biological Abstracts, Google Scholar[5].

## Tổng biên tập
- Tomasz D. Mazgajski, Bảo tàng và Viện Động vật học, Viện Hàn lâm Khoa học Ba Lan.